# Waterpoort (Grudziądz)
De Waterpoort (Pools: Brama Wodna; Duits: Wassertor) is een stadspoort in de Poolse stad Grudziądz (Duits:Graudenz). De gotische poort is een voorbeeld van baksteengotiek en staat op deze plek sinds het begin van de 14e eeuw. De poort maakt onderdeel uit van de stadsmuur van Grudziądz (met haar bekende havenpakhuizen in de stadsmuur), die verbonden was met het Kruisvaarderskasteel van Grudziądz. De stad beschikte over meerdere stadspoorten, maar de waterpoort is de enige die behouden is. De Waterpoort bestaat uit twee verdiepingen. De poort is verbonden met enkele (pak)huizen, die ook een defensieve functie hadden. Naast deze poort is het stedelijk museum van Grudziądz te vinden.